# James Garland
James Henry Garland (ur. 13 grudnia 1931 w Wilmington, Ohio) – amerykański duchowny katolicki, biskup Marquette w latach 1992–2005.

## Życiorys
Święcenia kapłańskie otrzymał 15 sierpnia 1959 i inkardynowany został do rodzinnej archidiecezji Cincinnati.
2 czerwca 1984 papież Jan Paweł II mianował go biskupem pomocniczym Cincinnati ze stolicą tytularną Garriana.  Sakry udzielił mu jego ówczesny zwierzchnik abp Daniel Pilarczyk.
6 października 1992 został ordynariuszem diecezji Marquette. Z funkcji tej zrezygnował 30 grudnia 2005.